# Yūji Ōno
Pour les articles homonymes, voir Ono.
Yūji Ōno (大野雄二, Ōno Yūji) souvent translittéré en Yuji Ohno, né le 30 mai 1941 à Atami, préfecture de Shizuoka dans la région du Chūbu, au Japon est un compositeur et pianiste japonais.
Yūji Ōno est surtout connu pour être l'auteur des bandes musicales d'accompagnement des séries animées japonaises (anime) et de différents films et séries.

## Biographie
Alors qu'il est encore étudiant, recommandé par Takeshi Shibuya (ja), il rejoint le Fujiya Niji Quintet (藤家虹二クインテット) où il commence sa vie professionnelle. Il joue ensuite avec Hideo Shiraki (ja), avec qui il sort son premier album, 『HIDEO SHIRAKI MEETS YUZO KAYAMA』au sein d'une formation nommée Hideo Shiraki Quintet (白木秀雄クインテット). Il forme ensuite son propre groupe, le trio Yuji Ohno (「大野雄二トリオ」, Ōno Yūji torio).
Pianiste de jazz dans un trio avec le bassiste tchèque Miroslav Vitous et le batteur américain Lenny White[réf. nécessaire].

## Musicographie

### Longs métrages
- 1976 au cinéma — さらば夏の光よ (ja) de Shigeyuki Yamane ;
- 1976 au cinéma — おとうと (ja) de Shigeyuki Yamane ;
- 1976 : Le Complot de la famille Inugami (犬神家の一族, Inugami-ke no ichizoku?) de Kon Ichikawa
- 1977 au cinéma — 人間の証明 (ja) (traduit en anglais par : Proof of the Man), de  Shigeyuki Yamane ;
- 1978 au cinéma — 遊戯シリーズ (ja) de Tōru Murakawa.

### Longs métrages d'animation
- 1979 au cinéma — Long métrage d'animation Le Château de Cagliostro de Hayao Miyazaki.

### Séries d'animation
- 1977 à 2013 — certaines musiques de la série de Lupin III.
- 1978 — Capitaine Flam, majorité des musiques d'ambiance, ont également coopéré Hide Yūki (ja), Yukihide Takekawa et Kumashiro Youth Chorus.
- 1982 — Cobra, a également coopéré Kentarō Haneda.
- 1984 — Nebula Mask Machine Man  (星雲仮面マシンマン (Seiun Kamen Mashin Man?)).
- mai 2001 à décembre 2001 Gakuen senki Muryō de Madhouse.

### Séries télévisées
- 1971 : おひかえあそばせ (ja)
- 1971 — 1972 : 気になる嫁さん (ja)
- 1972 — 1973 : パパと呼ばないで (ja)
- 1973 — 1974 : 雑居時代 (ja)
- 1974 — 1975 : 水もれ甲介 (ja)
- 1976 — 1977 : 気まぐれ天使 (ja)
- 1977 — 1978 : 気まぐれ本格派 (ja)

## Albums
- 1981 : Cosmos (ed.: Sony)